# Girls Fall Like Dominoes
Girls Fall Like Dominoes ist ein Lied der Rapperin Nicki Minaj aus Trinidad und Tobago. Es wurde am 15. April 2011 als siebte Single aus Minajs Debütalbum Pink Friday (2010) veröffentlicht. Allerdings ist der Song nur auf der japanischen und neuseeländischen Version des Albums enthalten sowie in verschiedenen iTunes-Versionen verfügbar. Das Lied wurde von Nicki Minaj, J. R. Rotem, Robbie Furze, Millo Cordell, Cleveland Browne, Greville Gordon und Wycliffe Johnson geschrieben sowie von J. R. Rotem produziert.

## Hintergrund und Komposition
Kurz nach der Veröffentlichung von Pink Friday wurde Girls Fall Like Dominoes bei iTunes als Bonustitel des Albums veröffentlicht.
Das von J.R. Rotem produzierte Girls Fall Like Dominoes wurde als poppiger Feiertitel beschrieben. Inhaltlich rappt Nicki Minaj darüber, wie sie anderen männlichen Rappern die Fans stiehlt, dazu nimmt sie Bezug auf Lil Wayne und Drake. Minaj nimmt auch Bezug auf die erfolgreichsten Künstler der Musikindustrie, darunter M.I.A., Mariah Carey und Beyoncé. Des Weiteren verdeutlicht Nicki Minaj im Liedtext ihre Liebe zu Frauen. Rotems Produktion des Liedes wurde als eingängiger Synth-Titel beschrieben.
Girls Fall Like Dominoes samplet Dominoes der britischen Band The Big Pink. Dan Martin vom New Musical Express erklärte, wie  Minaj das Lied aus dem klassischen Titel konzipierte: alles unnötige wurde aus der neuen Version entfernt, ebenso der latente Sexismus des Originaltitels. Stattdessen wurden nun Disco-Breakbeat eingefügt sowie verschiedene Vokaleffekte über den Gesang gelegt.

## Kritik
Die Musikkritiker lobten Girls Fall Like Dominoes. DJBooth gab dem Titel 3,5 von 5 Sternen. Dan Martin vom New Musical Express platzierte Girls Fall like Dominoes auf Platz 2 in der Liste „10 Tracks You Have To Hear“.

## Charts
Girls Falls Like Dominoes debütierte in den britischen UK Top 40 auf Platz 54. Eine Woche später sprang es auf Platz 32 und wurde Minajs dritte Top-40-Single. In den UK R&B Charts debütierte die Single auf Platz 24. Wiederum eine Woche später erreichte die Single in den britischen Charts Platz 24. In den UK R&B Charts erreichte sie Platz 8. In Irland erreichte die Single Platz 50.

### Platzierungen
| ChartsChartplatzierungen     | Höchstplatzierung | Wochen |
| ---------------------------- | ----------------- | ------ |
| Vereinigtes Königreich (OCC) | 24 (8 Wo.)        | 8      |

## Veröffentlichung
| Land                   | Datum          | Hinweis               |
| ---------------------- | -------------- | --------------------- |
| Vereinigtes Königreich | 13. April 2011 | BBC Radio 1 (Airplay) |
| Vereinigtes Königreich | 15. April 2011 | Download              |